# أرنولد هوبراكن
أرنولد هوبراكن (بالهولندية: Arnold Houbraken) (و.28 مارس 1660 - 14 أكتوبر 1719) رسام وكاتب هولندي من دوردريخت، يُذكر بشكل رئيسي ككاتب سيرة لرسامي العصر الذهبي الهولندي من امثال أدريان بروير. 

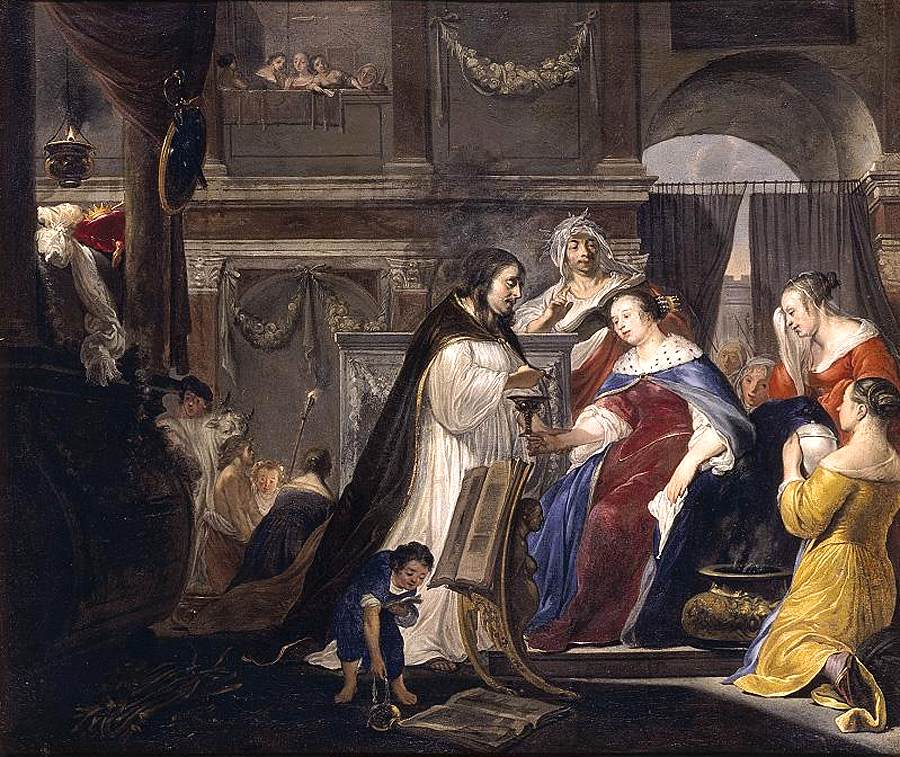
لوحة هوبراكن، تجسد إحياء ذكرى الملك موسولوس من قبل الملكة أرطميسيا الأولى.

## روابط خارجية
- أرنولد هوبراكن على موقع الموسوعة البريطانية (الإنجليزية)

- الرجل الذي يقف خلف الرسام
- Schouburg in the Digitale Bibliotheek der Nederlandse Letteren ( DBNL، "المكتبة الرقمية للأدب الهولندي")
- Schouburg على كتب جوجل (إصدار من 1721)